# Atletismo nos Jogos Pan-Americanos de 2015 - Salto em altura feminino
A competição do salto em altura feminino  foi um dos eventos do atletismo nos Jogos Pan-Americanos de 2015, em Toronto. Foi disputada no Estádio CIBC de Atletismo Pan e Parapan-Americano no dia 22 de julho.

## Calendário
Horário local (UTC-4).
| Data        | Horário | Fase  |
| ----------- | ------- | ----- |
| 22 de julho | 10:05   | Final |

## Medalhistas
| Ouro   | LCA Levern Spencer      |
| Prata  | ATG Priscilla Frederick |
| Bronze | BAR Akela Jones         |

## Recordes
Recordes mundial e pan-americano antes da disputa dos Jogos Pan-Americanos de 2015.
| Tipo                             | Atleta             | Marca  | Local        | Data                 |
| -------------------------------- | ------------------ | ------ | ------------ | -------------------- |
|                                  | Stefka Kostadinova | 2,09 m | Roma         | 30 de agosto de 1987 |
| Recorde dos Jogos Pan-Americanos | Coleen Sommer      | 1,96 m | Indianápolis | 13 de agosto de 1987 |

## Resultados

### Final
| Colocação         | Atleta                | Nacionalidade         | 1.70 | 1.75 | 1.80 | 1.85 | 1.88 | 1.91 | 1.94 | Marca | Notas                |
| ----------------- | --------------------- | --------------------- | ---- | ---- | ---- | ---- | ---- | ---- | ---- | ----- | -------------------- |
| Medalha de ouro   | Levern Spencer        | LCA Santa Lúcia       | –    | –    | o    | o    | o    | o    | xxo  | 1.94  |                      |
| Medalha de prata  | Priscilla Frederick   | ANT Antígua e Barbuda | –    | o    | o    | o    | o    | xo   | xxx  | 1.91  | Recorde pessoal      |
| Medalha de bronze | Akela Jones           | BAR Barbados          | –    | xo   | xo   | o    | o    | xxo  | xxx  | 1.91  | Recorde pessoal      |
| 4                 | Maya Pressley         | USA Estados Unidos    | –    | o    | o    | o    | o    | xxx  |      | 1.88  | Recorde da temporada |
| 5                 | Jeanelle Scheper      | LCA Santa Lúcia       | –    | –    | o    | xxo  | xo   | xxx  |      | 1.88  |                      |
| 6                 | Kimberly Williamson   | JAM Jamaica           | –    | o    | xo   | xo   | xxo  | xxx  |      | 1.88  |                      |
| 7                 | Alyxandria Treasure   | CAN Canadá            | –    | o    | o    | xo   | xxx  |      |      | 1.85  |                      |
| 8                 | Ximena Esquivel       | MEX México            | o    | o    | o    | xxx  |      |      |      | 1.80  |                      |
| 9                 | Saniel Atkinson-Grier | JAM Jamaica           | o    | o    | xo   | xxx  |      |      |      | 1.80  |                      |
| 9                 | Emma Kimoto           | CAN Canadá            | o    | o    | xo   | xxx  |      |      |      | 1.80  |                      |
| 11                | Ana Paula de Oliveira | BRA Brasil            | o    | o    | xxo  | xxx  |      |      |      | 1.80  |                      |
| 11                | Elizabeth Patterson   | USA Estados Unidos    | –    | o    | xxo  | xxx  |      |      |      | 1,80  |                      |
| 13                | Thea Lafond           | DMA Dominica          | o    | xxo  | xxo  | xxx  |      |      |      | 1.80  |                      |
| 14                | Monica de Freitas     | BRA Brasil            | o    | o    | xxx  |      |      |      |      | 1.75  |                      |
| 15                | Deandra Daniel        | TTO Trinidad e Tobago | xo   | o    | xxx  |      |      |      |      | 1.75  |                      |
| 16                | Kashany Rios          | PAN Panamá            | xxo  | xxx  |      |      |      |      |      | 1.70  |                      |

Legenda
| Recorde mundial                  | Recorde mundial (World record)               |                       | Recorde africano                      | Recorde africano (African) |                                           | Q | Classificado por posição (Qualified) |
| Recorde dos Jogos Pan-Americanos | Recorde pan-americano (Pan-American record)  | Recorde da América    | Recorde da América (Americas)         | q                          | Classificado por melhor tempo (Qualified) |   |                                      |
| Melhor marca do ano              | Melhor marca do ano (World leading)          | Recorde asiático      | Recorde asiático (Asian)              | DNS                        | Não largou (Did not start)                |   |                                      |
| Recorde nacional                 | Recorde nacional (National record)           | Recorde europeu       | Recorde europeu (European)            | DNF                        | Não terminou (Did not finish)             |   |                                      |
| Recorde pessoal                  | Recorde pessoal do atleta (Personal best)    | Recorde da Oceania    | Recorde da Oceania (Oceania)          | DSQ / DQ                   | Desclassificado (Disqualified)            |   |                                      |
| Recorde da temporada             | Recorde da temporada do atleta (Season best) | Recorde sul-americano | Recorde sul-americano (South America) | NM                         | Sem marca (No mark)                       |   |                                      |